# 夏威夷 (馬)
夏威夷（英語：Waikuku），是一匹曾在愛爾蘭和香港出賽的已退役賽駒，來港後練馬師是蔡約翰。競賽生涯中三勝國際一級賽。

## 簡介

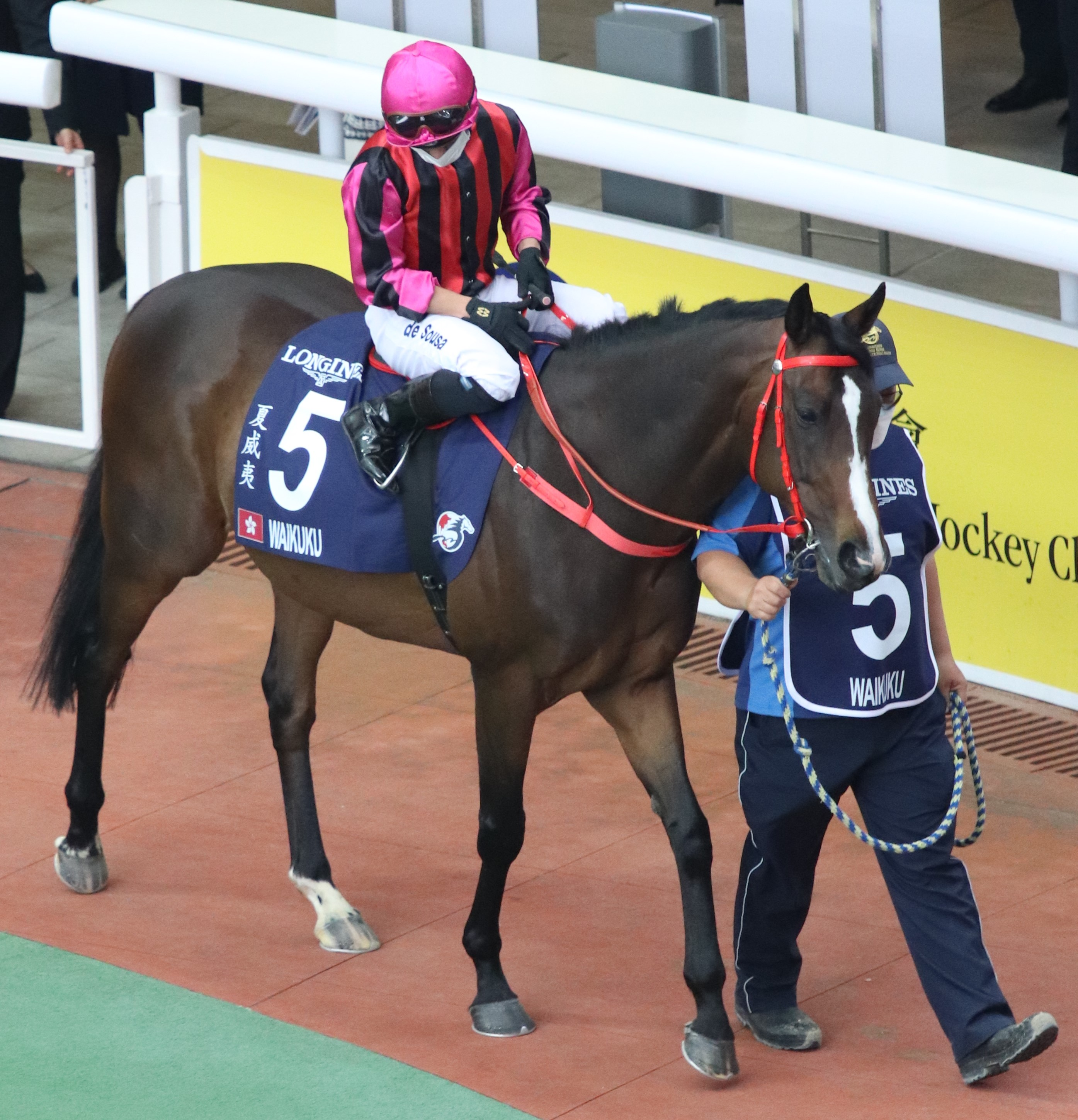
「夏威夷」競逐香港一哩錦標2022，騎師為蘇兆輝

進口前馬名為Waikuku的「夏威夷」，在愛爾蘭由岳斯（John Oxx）訓練，曾出賽2次，獲1冠。
2018年12月23日，「夏威夷」於香港首次出賽。
2019年1月1日，「夏威夷」打開其在港的勝利之門。
2019年3月2日，「夏威夷」取得了四連捷。
2019年11月17日，莫雷拉策騎「夏威夷」勝出國際二級賽馬會一哩錦標。賽後，莫雷拉說道：「當空位一出現，坐騎便急不及待自動往該處推進。我亦毫不猶豫地讓牠這樣做。好馬就有這樣的能耐，只要有小小空隙，牠就會善加利用。這匹坐騎證明牠亦有此本領。」
2019年12月8日，莫雷拉策騎「夏威夷」出戰國際一級賽香港一哩錦標，僅負於日本代表「頌讚火星」，取得第二名。
2020年1月19日，莫雷拉策騎「夏威夷」勝出國際一級賽董事盃，而香港馬王「美麗傳承」賴以擊敗無數對手的凌厲衝刺已稍不如前，以頸位之差敗於「夏威夷」。賽後，莫雷拉說道：「『美麗傳承』雖敗猶榮。」
2020年4月26日，莫雷拉策騎「夏威夷」出戰國際一級賽冠軍一哩賽，僅負於「川河尊駒」及馬王「美麗傳承」，取得第三名。
2021年2月21日，莫雷拉策騎「夏威夷」勝出國際一級賽女皇銀禧紀念盃。賽後，練馬師蔡約翰說道：「牠在季初的操練一度中斷，馬兒曾經發燒，不得不曾暫停操練。」儘管「夏威夷」受到連串輕微傷患的困擾，牠還是能重奏凱歌，而這突顯了蔡約翰擅於令傷病馬回復健康及佳態的本領。
2021年4月5日，莫雷拉策騎「夏威夷」出戰國際二級賽主席錦標大熱倒灶，落後頭馬「高大威猛」十八個半馬位，表現之差令人感到意外。賽後經馬會獸醫檢查後，「夏威夷」被發現氣管內有很多血，之後被安排休賽一段時間，未有競逐本身已初步報名於4月25日舉行的冠軍一哩賽。
2022年1月23日，潘頓策騎「夏威夷」勝出國際一級賽董事盃，終止了香港馬王「金鎗六十」所挑戰的十七連勝紀錄。賽後，潘頓說道：「當『夏威夷』在狀態時，絕對是一個不易應付的對手，牠已一再證明這一點。即使強如『金鎗六十』，亦曾不止一次必須出盡九牛二虎之力方能超越牠。」
2022年2月20日，潘頓策騎「夏威夷」出戰國際一級賽女皇銀禧紀念盃，僅負於「福逸」及「嘉應之星」，取得第三名。
2023年5月9日，「夏威夷」宣告退役，正式結束其競賽生涯。

## 在港勝出賽事全紀錄
| 比賽日期   | 賽事名稱                 | 賽事班次 | 賽道 | 賽事路程 | 比賽馬場 | 名次 | 完成時間 | 騎師   |
| ---------- | ------------------------ | -------- | ---- | -------- | -------- | ---- | -------- | ------ |
| 01/01/2019 | 大東山讓賽               | 第三班   | 草地 | 1400米   | 沙田馬場 | 1    | 1:22.31  | 莫雷拉 |
| 20/01/2019 | 普仁讓賽                 | 第二班   | 草地 | 1400米   | 沙田馬場 | 1    | 1:21.24  | 莫雷拉 |
| 17/02/2019 | 花旗銀行財富管理服務讓賽 | 第二班   | 草地 | 1400米   | 沙田馬場 | 1    | 1:22.77  | 莫雷拉 |
| 02/03/2019 | 獅城讓賽                 | 第二班   | 草地 | 1800米   | 沙田馬場 | 1    | 1:46.74  | 莫雷拉 |
| 17/11/2019 | 馬會一哩錦標             | G2       | 草地 | 1600米   | 沙田馬場 | 1    | 1:32.89  | 莫雷拉 |
| 19/01/2020 | 董事盃                   | G1       | 草地 | 1600米   | 沙田馬場 | 1    | 1:33.04  | 莫雷拉 |
| 21/02/2021 | 女皇銀禧紀念盃           | G1       | 草地 | 1400米   | 沙田馬場 | 1    | 1:20.78  | 莫雷拉 |
| 23/01/2022 | 董事盃                   | G1       | 草地 | 1600米   | 沙田馬場 | 1    | 1:34.82  | 潘頓   |

## 在港一級賽出賽全紀錄
| 比賽日期   | 賽事名稱           | 賽事班次 | 賽道 | 賽事路程 | 比賽馬場 | 名次 | 完成時間 | 騎師   |
| ---------- | ------------------ | -------- | ---- | -------- | -------- | ---- | -------- | ------ |
| 28/04/2019 | 富衛保險女皇盃     | G1       | 草地 | 2000米   | 沙田馬場 | 12   | 2:02.35  | 莫雷拉 |
| 08/12/2019 | 浪琴表香港一哩錦標 | G1       | 草地 | 1600米   | 沙田馬場 | 2    | 1:33.32  | 莫雷拉 |
| 19/01/2020 | 董事盃             | G1       | 草地 | 1600米   | 沙田馬場 | 1    | 1:33.04  | 莫雷拉 |
| 26/04/2020 | 富衛保險冠軍一哩賽 | G1       | 草地 | 1600米   | 沙田馬場 | 3    | 1:33.56  | 莫雷拉 |
| 21/02/2021 | 女皇銀禧紀念盃     | G1       | 草地 | 1400米   | 沙田馬場 | 1    | 1:20.78  | 莫雷拉 |
| 13/12/2020 | 浪琴表香港一哩錦標 | G1       | 草地 | 1600米   | 沙田馬場 | 4    | 1:33.84  | 莫雷拉 |
| 24/01/2021 | 董事盃             | G1       | 草地 | 1600米   | 沙田馬場 | 4    | 1:33.58  | 莫雷拉 |
| 12/12/2021 | 浪琴表香港一哩錦標 | G1       | 草地 | 1600米   | 沙田馬場 | 7    | 1:34.34  | 巴度   |
| 23/01/2022 | 董事盃             | G1       | 草地 | 1600米   | 沙田馬場 | 1    | 1:34.82  | 潘頓   |
| 20/02/2022 | 女皇銀禧紀念盃     | G1       | 草地 | 1400米   | 沙田馬場 | 3    | 1:23.71  | 潘頓   |
| 24/04/2022 | 富衛保險冠軍一哩賽 | G1       | 草地 | 1600米   | 沙田馬場 | 6    | 1:33.91  | 波健士 |
| 11/12/2022 | 浪琴香港一哩錦標   | G1       | 草地 | 1600米   | 沙田馬場 | 8    | 1:34.91  | 蘇兆輝 |
| 29/01/2023 | 董事盃             | G1       | 草地 | 1600米   | 沙田馬場 | 4    | 1:34.76  | 莫雅   |
| 19/03/2023 | 女皇銀禧紀念盃     | G1       | 草地 | 1400米   | 沙田馬場 | 5    | 1:22.10  | 連達文 |
| 30/04/2023 | 富衛保險冠軍一哩賽 | G1       | 草地 | 1600米   | 沙田馬場 | 7    | 1:35.13  | 馬昆   |

## 外部連結
- . 2019-11-17  [2019-11-17].
- . 2020-01-19  [2020-01-19].
- . 2021-02-21  [2021-02-21]. （原始内容存档于2021-11-26）.
- . 2022-01-23  [2022-01-23]. （原始内容存档于2022-03-07）.